# Ebrei della montagna
Gli ebrei della montagna, ebrei del Caucaso o juhuro sono i gruppi ebraici del Caucaso orientale, principalmente del Daghestan e delle regioni settentrionali dell'Azerbaigian, ma sono diffusi in minor numero anche in zone più isolate come la Cabardino-Balcaria, la Cecenia, Stavropol', la Karačaj-Circassia e Krasnodar.
L'insediamento principale degli juhuro è il villaggio azero di Qırmızı Qəsəbə (Quba), dove ne abitano all'incirca 4.000; nel villaggio la lingua maggiormente parlata è il loro dialetto tradizionale, il giudeo-tato.
Sono conosciuti anche come ebrei del Caucaso orientale o, più semplicemente, ebrei caucasici. In questo termine non sono compresi gli ebrei della Georgia e quelli ashkenaziti delle montagne caucasiche. Ebrei della montagna resta comunque la terminologia comune con la quale si indicano le popolazioni ebraiche della regione.

## Auto-designazione
Gli ebrei della montagna si autodefiniscono juhuro (o juvuro nel dialetto giudeo-tato) che significa semplicemente Ebrei. Si autodefiniscono anche ivri e yehudi (termine che significa del pari "ebreo, giudeo"), specialmente gli anziani. Nella letteratura spesso ci si è riferiti a questi gruppi con denominazioni varie, quali ebrei del Caucaso orientale, tati ebrei, juhur e dagh chufut. In russo sono definiti anche gorskie evrei, che significa, appunto, ebrei della montagna.

## Collocazione
La maggior parte degli ebrei della montagna vive in Azerbaigian e Daghestan. I principali insediamenti si trovano in Azerbaigian (Qırmızı Qəsəbə, nella regione di Quba).

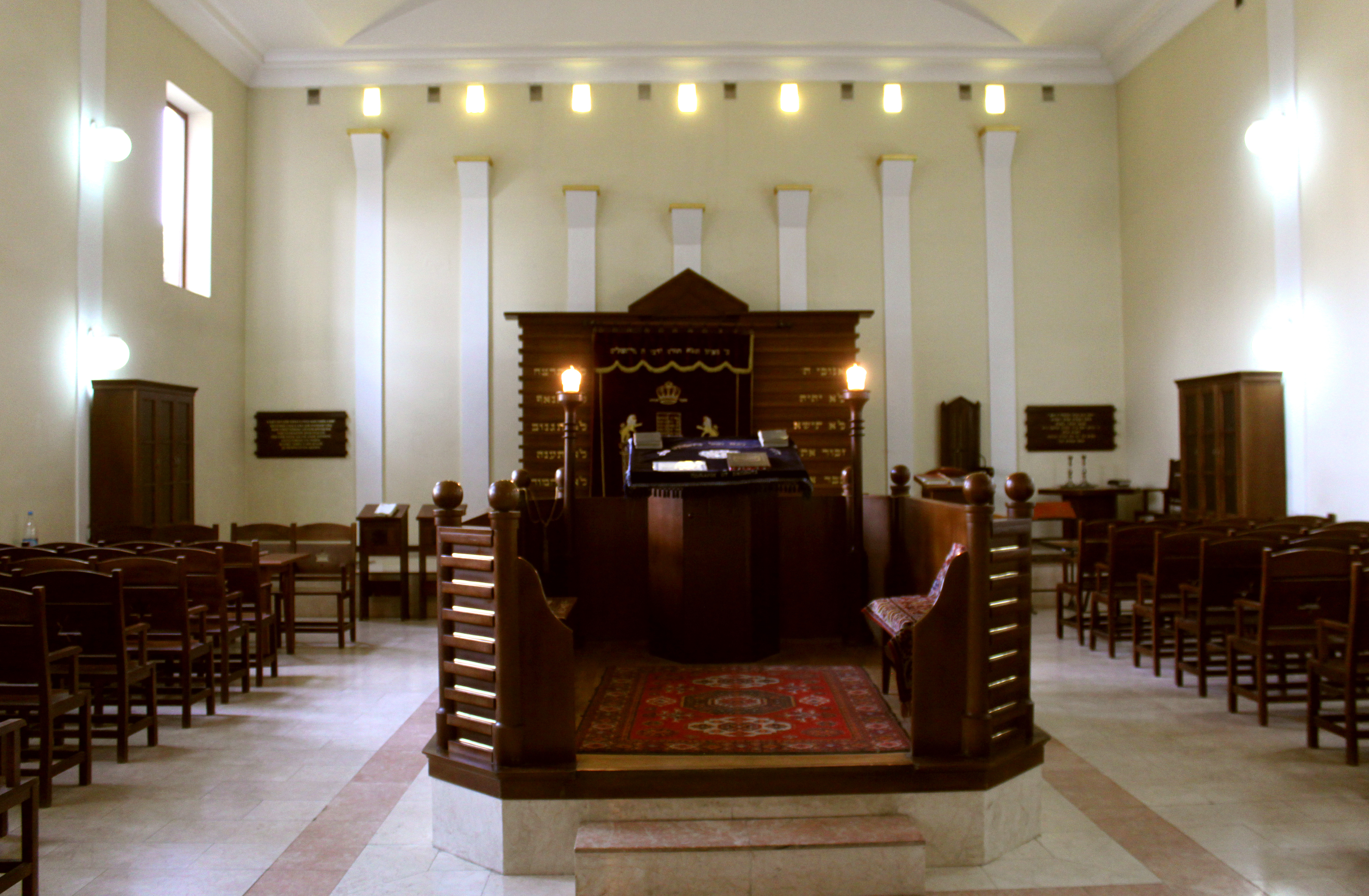
Interno della sinagoga degli juhuro a Baku

In Daghestan le comunità maggiori si trovano a Kaitag, Magaramkend, Derbent e Machačkala. Altre comunità più piccole si trovano a Gorny e Nal'čik.
Nel periodo compreso tra il 1970 e il 1990 la maggioranza di questi gruppi si è spostata in Israele; altri a Mosca o negli Stati Uniti (soprattutto a Brooklyn, New York). Un'altra piccola frazione di immigrati ha scelto la Germania (Berlino) dopo la caduta della cortina di ferro. Recentemente sono state aperte sinagoghe sefardite a Berlino e a Brooklyn; alla vita religiosa di queste partecipano numerosi ebrei della montagna.

## Popolazione

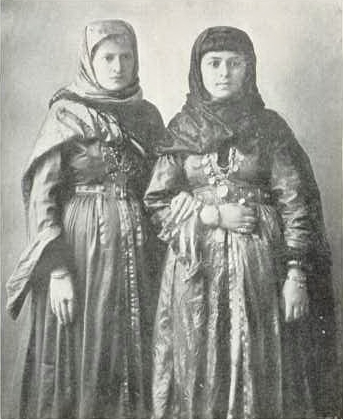
Ragazze ebree del Caucaso di Vittorio Sella, in National Geographic, ottobre 1913

La popolazione degli juhuro è difficile da stimare perché durante i vari censimenti del passato, molti di loro sono stati raggruppati in altri gruppi etnici della regione con una lingua simile, come per esempio i tati. Nel 1926 una cifra approssimativa si attestava sulle 26.000 unità; nel 1959 vivevano circa 15.000 ebrei della montagna nel Daghestan (16.707 in tutta la Russia) e più di 10.000 in Azerbaigian. Nel 1979 la cifra stimata degli ebrei nel Daghestan era 19.000, mentre quella dell'Azerbaijan superava le 35.000 unità (la percentuale di ebrei della montagna resta sconosciuta).
Queste sono cifre stimate in modo approssimativo:
- Israele più di 100.000
- Azerbaigian 7.000-10.000
- Russia 7.000
- Nord America più di 10.000

## Lingua
Gli ebrei della montagna parlano la lingua juhuri, o lingua giudeo-tata, che è strettamente correlata al pahlavi (lingua iranica parlata durante l'era dei Sasanidi). Appartiene al ceppo delle lingue iraniche, divisione delle lingue indo-europee.

## Origini etniche e storia
Si è quasi certi che gli ebrei della montagna abbiano abitato con i tati le zone della Caucaso per lungo tempo. I loro antenati comuni una volta vivevano nelle zone a sud-ovest dell'Impero persiano, nell'odierno Iran. Gli antenati degli ebrei della montagna si stabilirono poi nell'Albania Caucasica durante il VI secolo e da allora la loro storia si è intrecciata con quella degli altri popoli del Daghestan. Le loro tradizioni orali lasciano intendere che si siano stanziati nel Caucaso orientale già dal 722 a.C.
Esistono molte teorie riguardo alle origini degli ebrei della montagna. Potrebbero essere discendenti dei gruppi di militari ebrei stanziati dai sovrani parti e sasanidi nel Caucaso come avamposto contro le incursioni dei popoli nomadi provenienti dalle steppe del Ponto. Secondo altre speculazioni potrebbero essere tati convertiti al giudaismo. O ancora i tati musulmani potrebbero essere discendenti di ebrei della montagna convertiti all'Islam. La teoria che sembra meno probabile vede i juhuro come discendenti dei cazari; questa affermazione sembra la meno probabile perché i gruppi ebrei si sono stabiliti nel Caucaso prima della nascita del regno cazaro. Potrebbero essere stati comunque alleati dei cazari molti dei quali sarebbero anche stati accettati nelle comunità ebraiche delle montagne. Recenti ricerche sul DNA sugli ebrei del Caucaso dell'est sembrano aver messo la parola fine su tutte queste speculazioni: il loro cromosoma Y è affine a quello di tutte le altre comunità ebraiche della regione.

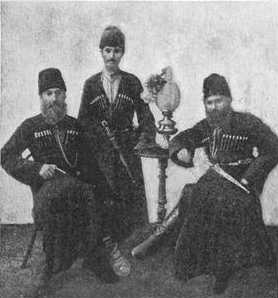
Uomini juhuro, 1900 circa (Jewish Encyclopedia 1905-1906)

Gli ebrei della montagna si spostarono poi dalle zone montuose verso quelle costiere nel XIX secolo, ma restò il termine "ebrei della montagna".
Nei villaggi (aoul), i juhuro si stabilirono in comunità separate; nei centri cittadini fecero lo stesso, sebbene le loro abitazioni non fossero molto diverse da quelle delle genti vicine. In questo periodo inoltre smisero i vestiti tipici delle genti di montagna.
Mentre alla quasi totalità dei gruppi ebraici della regione era proibito possedere appezzamenti e lavorare la terra, a cavallo tra il XIX e il XX secolo gli ebrei della montagna erano in gran parte agricoltori, in special modo di grano. Erano inoltre coltivatori di riso, baco da seta e tabacco e i prodotti dei loro vigneti erano molto apprezzati: in quel periodo gli ebrei della montagna erano i maggiori produttori di vino della regione, un'attività vietata al resto delle popolazioni islamiche vicine. Erano inoltre rinomati conciatori di pelli, una delle maggiori attività tra gli ebrei della montagna e tra quelle più redditizie: alla fine del XIX secolo, il 6% degli ebrei praticava questa attività. Infine, soprattutto tra gli ebrei nelle città, era usuale praticare il commercio di manufatti. Le autorità sovietiche limitarono poi gli ebrei della montagna alle collettività agricole, anche se permisero loro di lavorare la terra nel loro modo tradizionale: viti, tabacco, vegetali.
Originariamente l'istruzione era riservata solo ai ragazzi che frequentavano le scuole delle sinagoghe. Con l'era sovietica, la lingua tata divenne la lingua ufficiale nelle nuove scuole elementari, fino agli inizi della seconda guerra mondiale. La pubblicazione del primo quotidiano in lingua nativa, Zakhmetkesh ("popolo che lavora"), cominciò nel 1928. Dopo la guerra, la lingua russa divenne l'unica lingua accettabile nelle scuole del Daghestan, e la pubblicazione del giornale cessò. Oggi gli ebrei della montagna sono molto attivi nella scena culturale della regione. Molti di loro sono importanti attori e artisti, e vi sono anche scrittori e poeti.